# El Galís
El Galís és una muntanya de 913 metres que es troba al municipi de Tírvia, a la comarca del Pallars Sobirà.